# Никольская башня (Нижний Новгород)
Никольская башня — проездная башня Нижегородского кремля. Расположена в нагорной части между Кладовой и Коромысловой башнями. К башне вплотную примыкает пешеходный мост, возведённый над Зеленским съездом в 1982 году на месте старинного деревянного моста, рубленного «на клетках».

## Описание
Башня названа в честь храма Николая Чудотворца, некогда стоявшего на Большой Покровской улице, на противоположной стороне Зеленского съезда. Церковь и прилегающие к ней православные захоронения не уцелели до наших дней, а то место, где они находились, признано властями Нижегородской области историко-заповедной зоной «Никольское кладбище». В 2013 году на месте церкви (теперь это улица Пожарского) была выстроена храм-часовня.
В башнях Нижегородского кремля, выстроенных по косогору до Почайны (Никольской, Коромысловой, Тайницкой), размещались хранилища с порохом, а в самом овраге находился завод с ветряной мельницей — Зелейный двор. Несмотря на то, что по своей огневой мощи Никольская башня уступала Дмитриевской, она служила важным опорным пунктом в обороне крепости. Защитники Никольской башни были вооружены тремя медными пищалями, самая крупная из которых — «казанская» — могла вести огонь ядрами массой в 1,8 кг. Как и все проездные башни, Никольская имела ворота с защитной решёткой — герсой — и подъёмный мост.
В 1785—1790 годах нижегородский губернатор И. М. Ребиндер провёл масштабную реконструкцию Нижегородского кремля, исказив первоначальный облик древнего оборонного сооружения. В рамках «величайшей починки» амбразуры Никольской башни сменили обычные прямоугольные проёмы, зубцы были наполовину сняты. В XVIII—XIX веках в башне хранились запасы провианта. В ходе реконструкции 1837 года сооружение лишилось белокаменной облицовки нижних стен, доходившей до высоты полувала. Вплоть до 1956 года в стенах Никольской башни располагались подсобные помещения военного ведомства. К 1959 году реставраторы восстановили шатровую крышу башни, увенчав её караульной вышкой.
До настоящего времени башня, как и весь кремль, дошла в довольно неутешительном состоянии — долгое время она была центром сбора разных неформальных группировок, вследствие чего оказалась сильно изуродованной надписями и действиями вандалов. Однако, спустя некоторое время сходки неформалов прекратились, а на башне было установлено видеонаблюдение.
В 2015 году в Никольской башне открылась музейная экспозиция «Помни войну!», посвящённая 70-летию Победы в Великой Отечественной войне. В настоящее время в башне размещена выставка НГИАМЗ «Град в усть Окы» («Город в устье Оки»), рассказывающая о первых нижегородцах и истории Нижнего Новгорода с XIII по XV век.
В 2023 году Никольская башня, стадион «Нижний Новгород» и Главный ярмарочный дом попали на обновлённую 1000-рублёвую банкноту, посвящённую Приволжскому федеральному округу.